# Unconditional (album Memphis May Fire)
Unconditional – czwarty album metalcore'owego zespołu Memphis May Fire. Został wydany 25 marca 2014 roku przez Rise Records, a dystrybuowany przez Fontana Distribution. Wersja deluxe została wydana 17 lipca 2015 roku.
Płyta zajęła 4 miejsce w notowaniu Billboard 200, 1 w Alternative Albums, 5 w Digital Albums, 1 w Hard Rock Albums, 1 w Independent Albums, 1 w Top Rock Albums i 4 w Top Album Sales. Sprzedała się w 27 tysiącach egzemplarzy w samych Stanach Zjednoczonych.

## Lista utworów
Wszystkie teksty zostały napisane przez Matty'ego Mullinsa, a muzyka skomponowana przez Kellena McGregora i Memphis May Fire.
| Nr                 | Tytuł              | Długość |
| ------------------ | ------------------ | ------- |
| 1.                 | „No Ordinary Love” | 3:56    |
| 2.                 | „Beneath the Skin” | 4:12    |
| 3.                 | „Sleepless Nights” | 3:41    |
| 4.                 | „The Answer”       | 4:09    |
| 5.                 | „Possibilities”    | 4:21    |
| 6.                 | „Speechless”       | 3:23    |
| 7.                 | „The Rose”         | 3:43    |
| 8.                 | „Not Enough”       | 4:03    |
| 9.                 | „Need to Be”       | 3:37    |
| 10.                | „Pharisees”        | 3:53    |
| 11.                | „Divinity”         | 4:22    |
| Całkowita długość: | Całkowita długość: | 43:20   |

| 12.                | „My Generation”               | 4:05  |
| 13.                | „Stay the Course”             | 4:01  |
| 14.                | „Beneath the Skin (Acoustic)” | 4:54  |
| 15.                | „Need to Be (Acoustic)”       | 3:37  |
| Całkowita długość: | Całkowita długość:            | 55:08 |

## Twórcy
Memphis May Fire
- Matty Mullins - wokal prowadzący, keyboard
- Kellen McGregor - gitara prowadząca, wokal wspierający
- Anthony Sepe - gitara rytmiczna
- Cory Elder - gitara basowa
- Jake Garland - perkusja

Dodatkowo
- Kellen McGregor - produkcja, technik
- Cameron Mizell - producent, technik, miksowanie, mastering
- Brian Hood - miksowanie, mastering (reedycja)